# Walter von Dombois
Walter Adolf Felix Dombois, seit 1909 von Dombois (* 4. August 1889 in Burtscheid; † 1972 in Bedburg-Hau) war ein deutscher Landrat.

## Leben
Walter von Dombois wurde als Sohn des Politikers Adolf von Dombois (1857–1944) und dessen Ehefrau Hedwig von der Mosel (1863–1932) geboren und wuchs aufgrund der Versetzung seines Vaters in Berlin auf. Nach seiner Schulzeit absolvierte er ein Studium der Rechtswissenschaften u. a. an der Albert-Ludwigs-Universität Freiburg. Nach den beiden juristischen Staatsprüfungen erhielt er am 29. Mai 1920 eine Anstellung als Regierungsassessor bei der Bezirksregierung Koblenz. Im Juli 1920 wechselte er zum Landratsamt Kreuznach und wurde im Januar 1923 Regierungsrat im Reichsministerium des Innern.
Zum 1. November 1924 wurde ihm auftragsweise die Verwaltung des Landratsamtes Rotenburg übertragen. Im März 1925 folgte die definitive Bestellung zum Landrat. Im Februar 1934 wurde er nach den Bestimmungen des Gesetzes zur Wiederherstellung des Berufsbeamtentums aus politischen Gründen beurlaubt und in den einstweiligen Ruhestand versetzt. Später erhielt er eine Beschäftigung im Reichsverkehrsministerium und bei der Bezirksregierung Potsdam, wo er 1937 Oberregierungsrat war. Noch vor Kriegsbeginn wechselte er zum Rechnungshof des Deutschen Reiches. Während seines Kriegsdienstes wurde er 1943 schwer verwundet und kam nach Kriegsende zur Zweigstelle des Bundesrechnungshofs in Hamburg.
Später war er Ministerialrat im Landesrechnungshof Nordrhein-Westfalen.
1957 trat er in den Ruhestand.